# Lövhamra
Lövhamra är en by i Össeby-Garns socken i Vallentuna kommun. Byn var en del av en småort första gången 1990. Den småorten hade då beteckningen Norrdal + Lövholma som hade småortskoden S0825. När SCB 2015 gjorde om metoden för att ta fram småortsstatistik, kom de nordligaste delarna längs Länsväg AB 978 att avgränsa en egen småort med småortskod S0332.